# Handspring
Handspring — компания-производитель карманных компьютеров (КПК) и коммуникаторов под управлением операционной системы Palm OS.
Handspring была основана изобретателями Palm Pilot и основателями компании Palm Computing Джеффом Хокинсом и Донной Дубински. В 1995 году их компания Palm Computing была куплена корпорацией U.S. Robotics. В 1997, после того как U.S. Robotics была поглощена 3Com, Palm стала дочерней компанией 3Com. В июне 1998 года основатели Palm стали недовольны тем, в каком направлении ведёт компанию 3Com, покинули компанию и основали Handspring.
В 2003 году Handspring объединилась с аппаратным подразделением Palm и вскоре после этого Palm разделилась на palmOne и PalmSource.
Английское слово handspring буквально означает — сальто, «колесо» — гимнастическое движение, при котором тело переворачивается на 360° с опорой руками о землю. Логотип Handspring изображает человечка, делающего «колесо».

## Handspring Visor

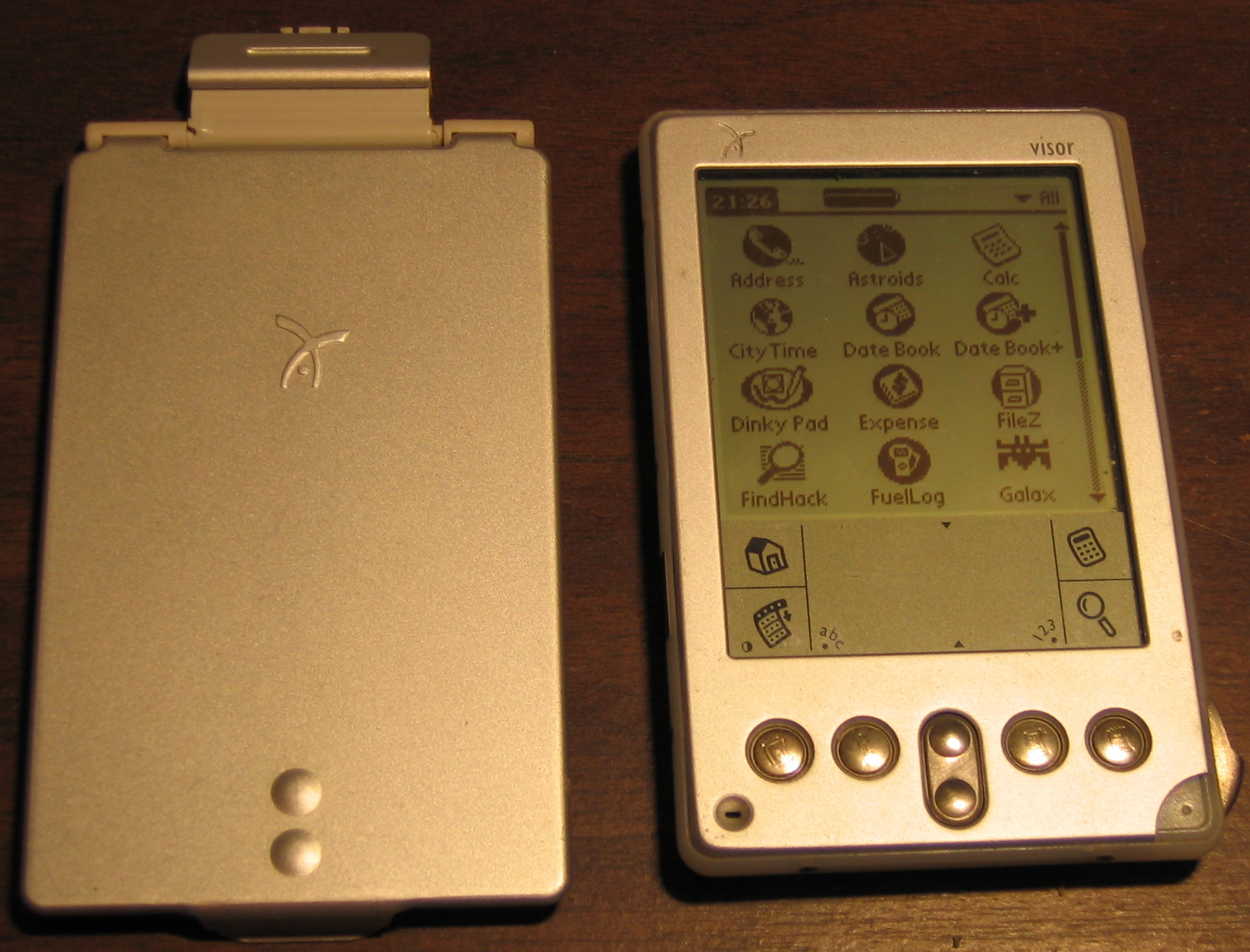
Handspring visor

14 сентября 1999 года компания представила линейку продуктов Handspring Visor, которые, в отличие от устройств, выпускавшихся в то время компанией Palm, использовали для синхронизации с настольным компьютером шину USB и оснащались слотом расширения. Поддержка шины USB позволила им стать первыми Palm-устройствами, работающими с операционной системой Macintosh прямо «из коробки». Линейка карманных компьютеров Visor выпускалась в корпусах из пластика различной расцветки, что также пришлось по душе потребителям. Слот расширения, получивший название Springboard, позволял расширить функциональность данных КПК путём установки дополнительных модулей, как программных (игры, словари и т. п.), так и аппаратных (модули резервного копирования ОЗУ, пейджеры, модемы, цифровые диктофоны, MP3-проигрыватели и другие).

## Visor and Visor Deluxe
Первым представленным компанией устройством стал Visor Solo. Этот КПК был чёрного цвета, количество его встроенной памяти составляло два мегабайта. Visor Deluxe, в свою очередь, выпускался и в прозрачных пластиковых корпусах разных цветов, количество встроенной памяти было увеличено до восьми мегабайт. Обе модели работали под управлением операционной системы Palm OS 3.1H. Процессором им служил 16МГц Dragonball, совместного производства Motorola и Freescale. В модифицированную версию Palm OS, использовавшуюся в этих КПК, были включены улучшенный ежедневник, часы с поддержкой смены часовых поясов и продвинутый калькулятор. В отличие от Palm Pilot, инфракрасный порт Visor был помещен на боку устройства, для того, чтобы освободить место под слот расширения Springboard. Критики обращали внимание на недостаточно толстые резиновые прокладки между кнопками и контактами, из-за чего кнопки было сложно нажимать. Так же раздавались жалобы на съёмную крышку, закрывающую экран, которая легко терялась. Дизайн перьев у Visor был необычен — на конце одного из двух прилагающихся к устройству перьев была отвёртка, а на конце второго — средство для нажатия кнопки перезагрузки устройства.
Вес Visor и Visor Deluxe составлял 153 грамма. Их размеры в длину, ширину и толщину: 12,2 см, 7,62 см, 1,88 см.

## Handspring Treo

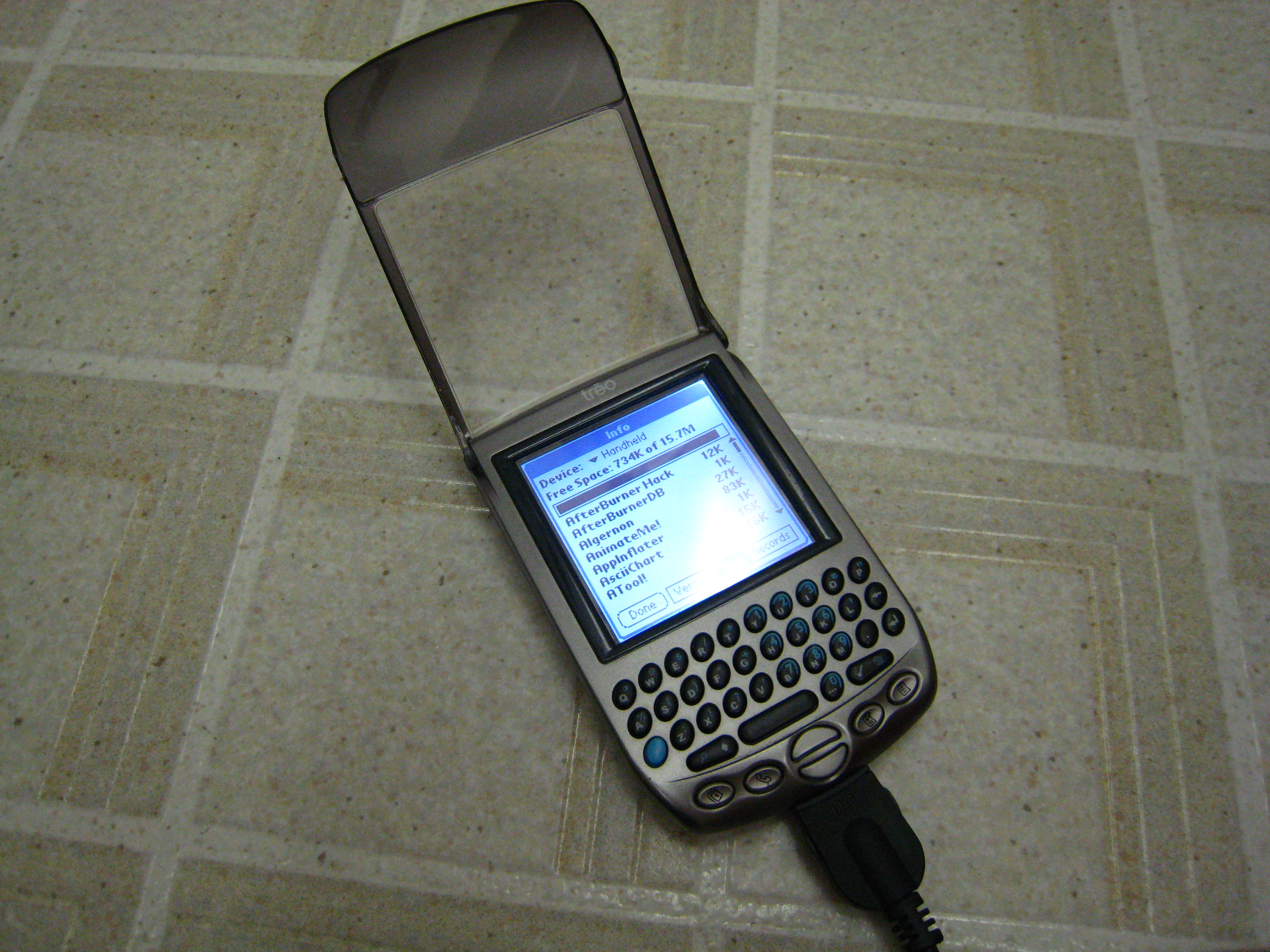
Handspring Treo

Handspring прекратила производство семейства Visor, и заменила её на Handspring Treo, более «комунникационно-ориентированное» семейство наладонных устройств, большинство из которых интегрированы с сотовым телефоном и имеют встроенную клавиатуру для удобства общения посредством электронной почты и SMS.

## Treo 700w
26 сентября 2005 года Palm распространила информацию о своём партнёрстве с Verizon и Майкрософт, в целях создания нового коммуникатора Palm Treo 700w, работающего под управлением Windows Mobile. О началах продаж устройства было объявлено на выставке CES 2006 в начале января 2006 года.

## Springboard
Слот расширения Springboard впервые появился в КПК семейства Visor компании Handspring, работающих под управлением операционной системы Palm OS.
С его помощью можно расширить функциональность данных КПК путём установки дополнительных модулей. Модули могут быть как программными (игры, словари и т. п.), так и функциональными (модули резервного копирования ОЗУ, пейджеры, модемы, цифровые диктофоны, mp3-проигрыватели и другие). Все модули поддерживают технологию Plug-and-Play. Когда модуль устанавливается в слот Springboard, он автоматически включает Visor, инсталлирует необходимое программное обеспечение и запускает устройство/программу. Когда модуль извлекается из слота, автоматически удаляется и все специальное программное обеспечение, которое было установлено.